# كاثرين شارلوت دو غرامون
كاثرين شارلوت دو غرامون (بالفرنسية: Catherine Charlotte de Gramont)‏ (1639 - 4 يونيو 1678)؛ كانت أميرة موناكو بزواجها من لويس الأول أمير موناكو ‏، وعرفت أنها كانت عشيقة ملك فرنسا لويس الرابع عشر.